# هينريتش دورن
هينريتش دورن (بالألمانية: Heinrich Dorn)‏ هو ملحن وصحفي ألماني، ولد في 14 نوفمبر 1804 في كونيغسبرغ في الإمبراطورية الروسية، وتوفي في 10 يناير 1892 في برلين في ألمانيا.

## وصلات خارجية
- هينريتش دورن على موقع ميوزك برينز (الإنجليزية)
- هينريتش دورن على موقع ديسكوغز (الإنجليزية)